# Gräsmunia
Gräsmunia (Lonchura spectabilis) är en fågel i familjen astrilder inom ordningen tättingar.

## Utseende och läte
Gräsmunia är en mycket liten kontrastrikt tecknad finkliknande fågel. Huvudet är korpsvart, ryggen varmbrun, bröstet och buken rent vita och den tjocka näbben silvergrå. Fåglar i östra Papua Nya Guinea har gråorange buk. Vanligaste lätet består av en kör av mjuka "peep" och "see".

## Utbredning och systematik
Gräsmunia delas in i fem underarter med följande utbredning:
- L. s. wahgiensis – centrala och södra högländerna på Nya Guinea
- L. s. gajduseki – Nya Guinea (Karimuibäckenet och östra högländerna)
- L. s. mayri – Nya Guinea (Cyclopsbergen och låglandet i Hollandia)
- L. s. sepikensis – nordöstra Nya Guinea (provinsen East Sepik)
- L. s. spectabilis – Bismarckarkipelagen (New Britain, Long och Umboi)

Underarterna gajduseki och sepikensis inkluderas ofta i wahgiensis respektive mayri.

## Levnadssätt
Gräsmunian hittas i stort sett i alla typer av öppna gräsmarker, buskmarker eller slätter. 

## Status
Arten har ett stort utbredningsområde och beståndet anses stabilt. Internationella naturvårdsunionen IUCN listar den därför som livskraftig (LC).